# Luisa Rosado
Luisa Rosado fue una matrona española, nacida en Toledo en el siglo XVIII. Ejerció su profesión de matrona en la Casa de los Desamparados de Madrid y anteriormente  en la ciudad de Zamora. Consiguió el título de Arte de Partear en 1765 al superar el examen del Tribunal del Real Protomedicato. En 1770 solicitó licencia para publicar un cartel exponiendo sus habilidades como matrona.

## Contexto histórico
En el siglo XVIII la medicina, como otras muchas ciencias, estuvo vetada a las mujeres pero en la intimidad de las casas fueron las mujeres quienes se encargaron del cuidado de ancianos y enfermos y llegaron a convertirse en verdaderas sanadoras, capaces de curar y calmar muchas dolencias. Sin embargo el Arte de Partear fue una actividad exclusivamente femenina, ya que de esta manera se pretendía preservar la intimidad de las mujeres y los médicos permitieron que fueran las mujeres las que ejercieran esta profesión.
En el siglo XVII ya existen algunos roces entre cirujanos y matronas, incluso las matronas reclamaban "carta de examen" para poder ejercer su oficio "sin ser molestadas" intentando oficializar su ejercicio profesional. El rey Fernando VI  dispuso el 21 de julio de 1750 que el Real Tribunal del Protomedicato aplicara la nueva regulación para el examen y ejercicio de las aspirantes a matronas, estableciéndose un texto para su formación, titulado Cartilla nueva, útil, y necesaria para instruirse las matronas, La Cartilla fue utilizada hasta principios del siglo XIX.
En  siglo XVIII los cirujanos comenzaron a inmiscuirse en el campo reservado a las matronas y el trabajo de las matronas pasó a estar en competencia y conflicto con el de los de los cirujanos, por lo que se determinó que las matronas solamente podrían atender partos llamados normales y el resto sería competencia de los médicos.

## Biografía
Luisa Rosado nació en Toledo en la primera mitad del en el siglo XVIII, se desconoce la fecha exacta, tuvo que haber sido cristiana vieja pues era requisito indispensable para ejercer la profesión de matrona. El título de partera lo obtuvo en 1765 por el Tribunal del Real Protomedicato, un cuerpo técnico creado en el siglo XV para control de las personas que ejercían profesiones relacionada con la sanidad. Según la historiadora Teresa Ortiz Gómez, podría haber sido una mujer "que vivía sola y quizá era viuda como muchas compañeras de su profesión".
En 1768 Luisa Rosado se trasladó a vivir a Madrid, donde estaba la corte, y trabajaba como matrona del Real Colegio de Niños Desamparados.  

El conocimiento sobre partos que Luisa Rosado tenía era tan reconocido que en alguna ocasión fue requerida por el Hospital General de Madrid para atender un parto complicado o de trillizos, concluyendo con éxito sus intervenciones.   

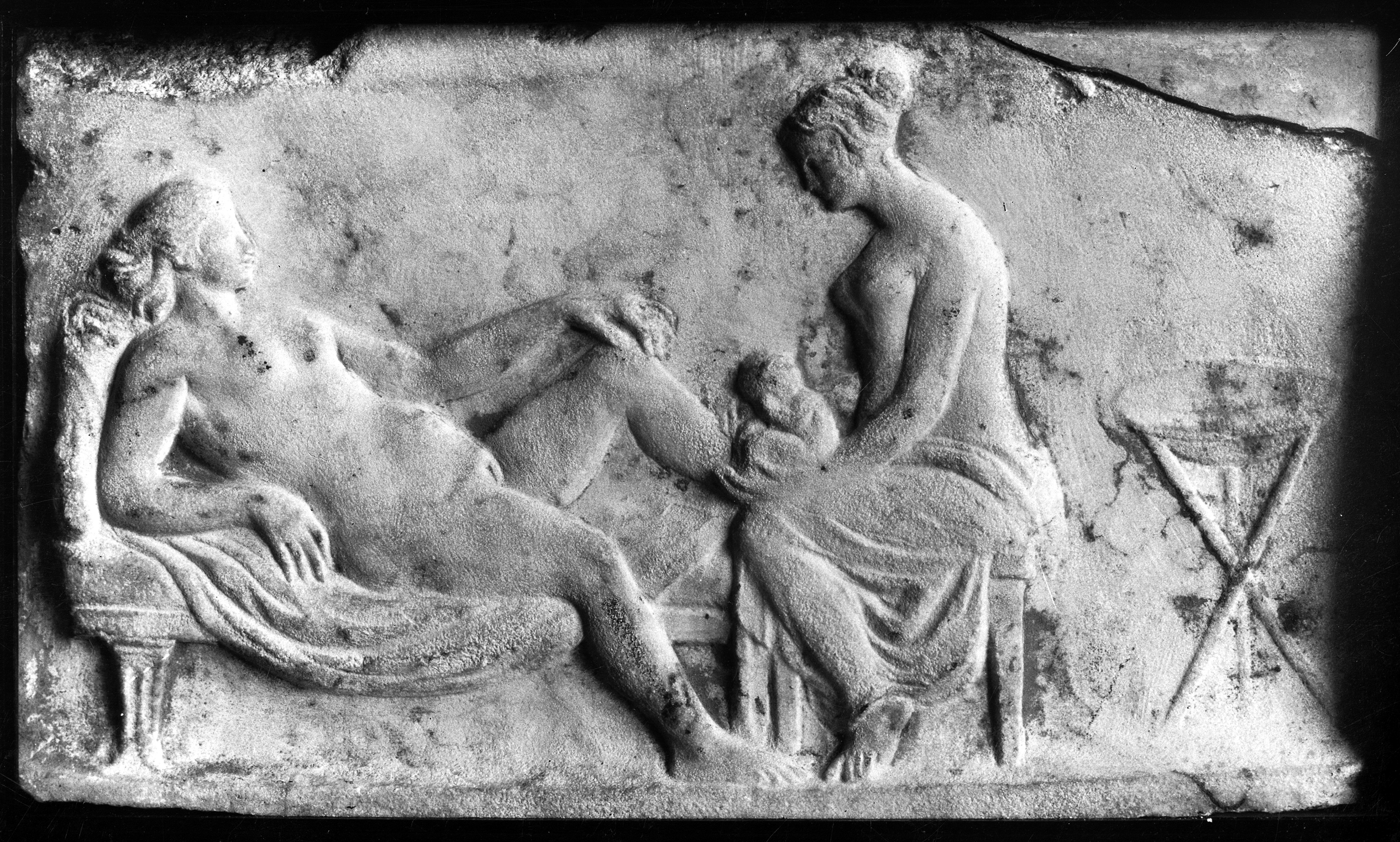
Ancient Roman relief carving of a midwife Wellcome M0003964

Luisa Rosado se sentía segura y orgullosa de su profesión por lo que se ofreció en agosto de 1771 para asistir al parto de la Princesa de Asturias, María Luisa de Parma, esposa del futuro rey Carlos IV, quien daría a luz el 19 de septiembre de 1771 a Carlos Clemente.

## El cartel de la matrona
Luisa Rosado, confiada y segura de su profesión pretendió darse a conocer mediante la emisión de un cartel que publicitaba sus habilidades profesionales como matrona y en marzo de 1770, Rosado se dirigió al Consejo de Castilla solicitando permiso para poner carteles donde se ofrecía para asistir partos complicados por la retención de la placenta y para prevenir los abortos mediante un emplasto o "bizma" de su invención, ambas actividades estaban fuera del ámbito competencial de las matronas y reservadas a los cirujanos, creando un conflicto de interés con estos, pues para las matronas la competencia se limitaba a partos normales, pero Luisa Rosado asistió a todo tipo de partos. Por este cartel se enfrentó al Protomedicato y su tesón la llevó a escribir en reiteradas ocasiones al rey Carlos III, no sólo para pedir la publicación de dicho cartel, sino su ingreso en la corte como partera.
Según los datos que figuran en el Archivo General de Simancas, la petición de publicar el cartel se denegó en 1770, Luisa Rosado lo siguió intentando y nuevamente recibió informes negativos del Protomedicato, pero finalmente el rey Carlos III falló a su favor y le fue concedido el permiso de impresión del cartel en 1771 mediante Real Orden de 28 de febrero de 1771. El Protomedicato exigió a la matrona que probase la eficacia de sus remedios antes de poner los carteles, esta situación derivó en un tercer recurso de Luisa Rosado donde indicaba la dificultad para cumplir las pruebas exigidas por los protomédicos a la vez que incorporaba un nuevo testimonio sobre su intervención en un parto múltiple.
Aunque es probable que el cartel no llegara a publicarse, para las autoras del libro Sanadoras, matronas y médicas en Europa. Siglos XII-XX, lo más importante es que "esta matrona ilustrada fue un ejemplo de matrona con clara conciencia y orgullo profesional, y una mujer segura de sí misma y de sus conocimientos"

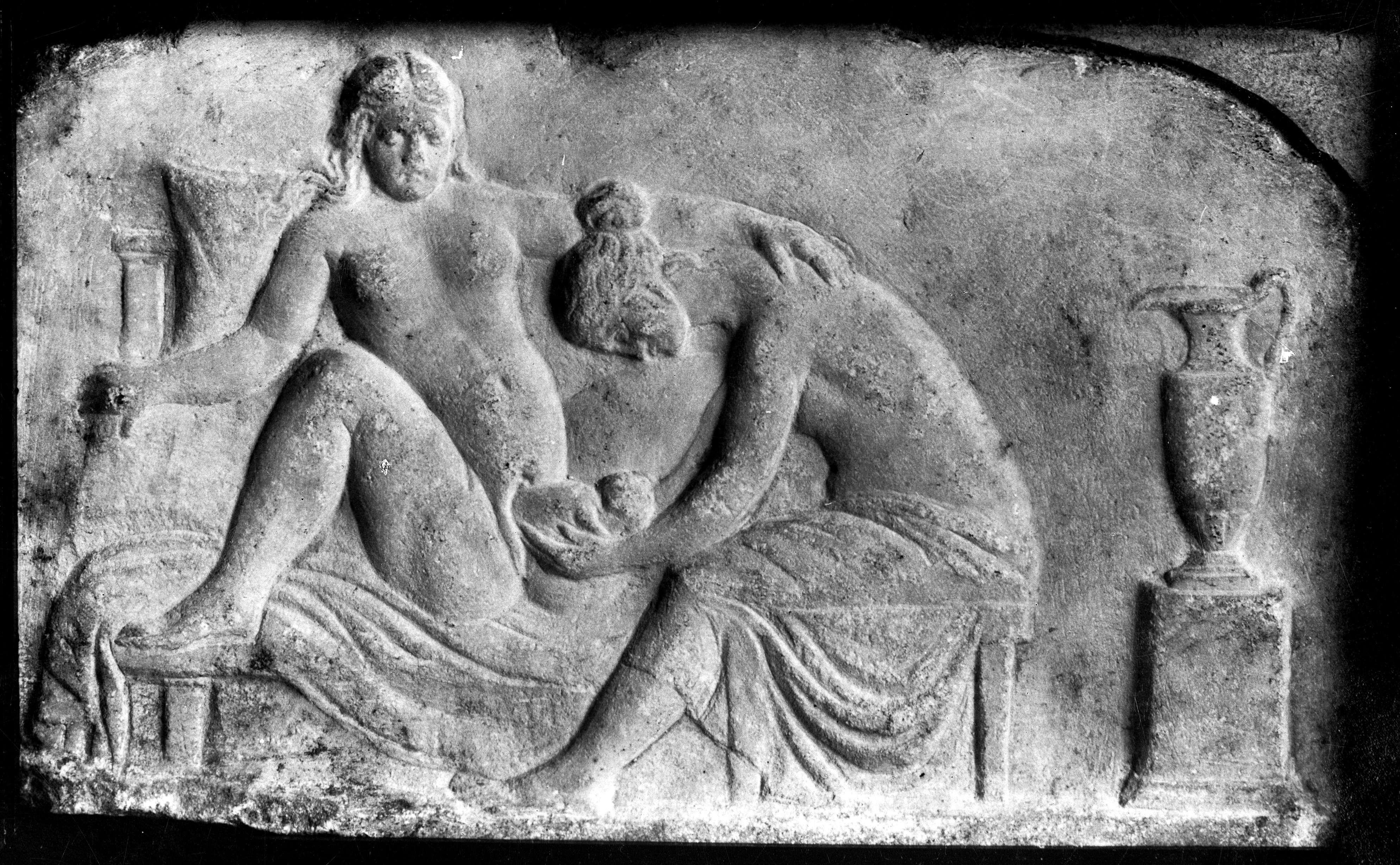
Ancient Roman relief carving of a midwife Wellcome M0003964EB

## Reconocimientos
- En la ciudad de Burgos una calle lleva el nombre de Luisa Rosado.[12]
- En Albacete una calle lleva el nombre de Matrona Luisa Rosado. [13][1]